# Avenue des Minimes (Toulouse)
Pour les articles homonymes, voir Avenue des Minimes et Boulevard des Minimes.
L'avenue des Minimes (en occitan : avenguda dels Minimes) est une voie de Toulouse, chef-lieu de la région Occitanie, dans le Midi de la France.

## Situation et accès

### Description
L'avenue des Minimes est une voie publique. Elle traverse le quartier des Minimes.

### Voies rencontrées
L'avenue des Minimes rencontre les voies suivantes, dans l'ordre des numéros croissants (« g » indique que la rue se situe à gauche, « d » à droite) :
1. Boulevard de l'Embouchure (g)
2. Boulevard des Minimes (d)
3. Avenue Emmanuel-Maignan (g)
4. Rue du Professeur-Léon-Jammes (d)
5. Impasse François-de-Troy (d)
6. Rue de l'Abbé-Sicard (g)
7. Rue Condeau (d)
8. Avenue Frédéric-Estèbe (d)
9. Rue de la Sainte-Famille (g)
10. Rue de Domrémy (g)
11. Rue du Caillou-Gris (g)
12. Place du Marché-aux-Cochons (g)
13. Rue Gélibert (g)
14. Rue Villemur (d)
15. Rue Claire-Cazelles (g)
16. Rue Bialar (d)
17. Rue Baqué (d)
18. Rue Marc-Arcis (d)
19. Rue Henri-Filhol (g)
20. Impasse André-Réal (d)
21. Impasse Charles-Fourier (g)
22. Rue de Figeac (g)
23. Rue Lambic (d)
24. Boulevard Silvio-Trentin (g)
25. Boulevard Pierre-et-Marie-Curie (d)

### Transports
L'avenue des Minimes est parcourue et desservie sur toute sa longueur par la ligne de bus 29. Elle est par ailleurs desservie par plusieurs stations de la ligne  du métro : soit directement, par la station Minimes – Claude-Nougaro, soit à proximité, au nord par la station Barrière-de-Paris et au sud par la station Canal-du-Midi. À la deuxième, barrière de Paris, se trouvent les arrêts des bus 1541110. Enfin, à la troisième et au pont des Minimes se trouvent les arrêts des bus 152770.

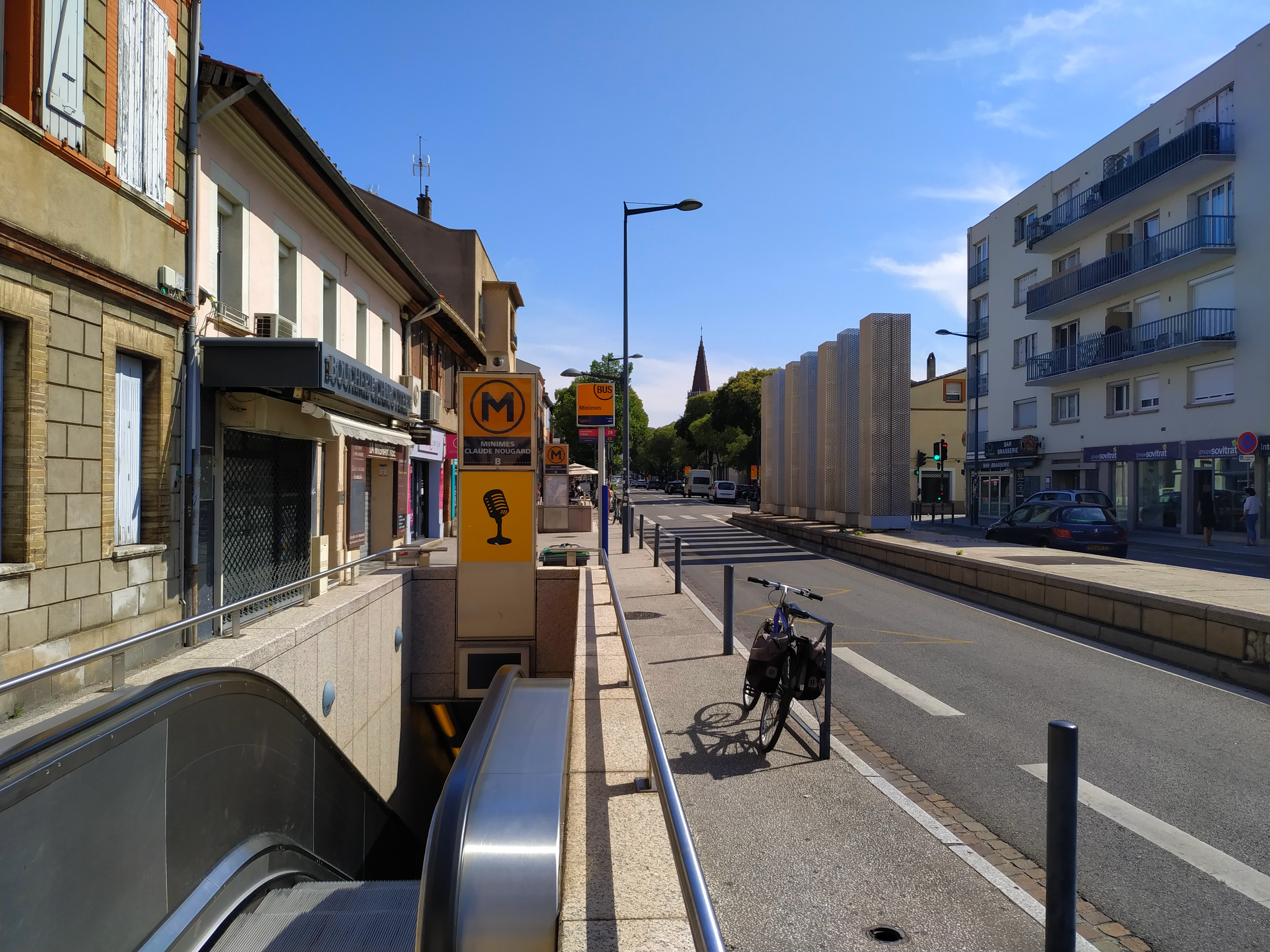
Bouche d'accès à la station de métro Minimes – Claude-Nougaro.
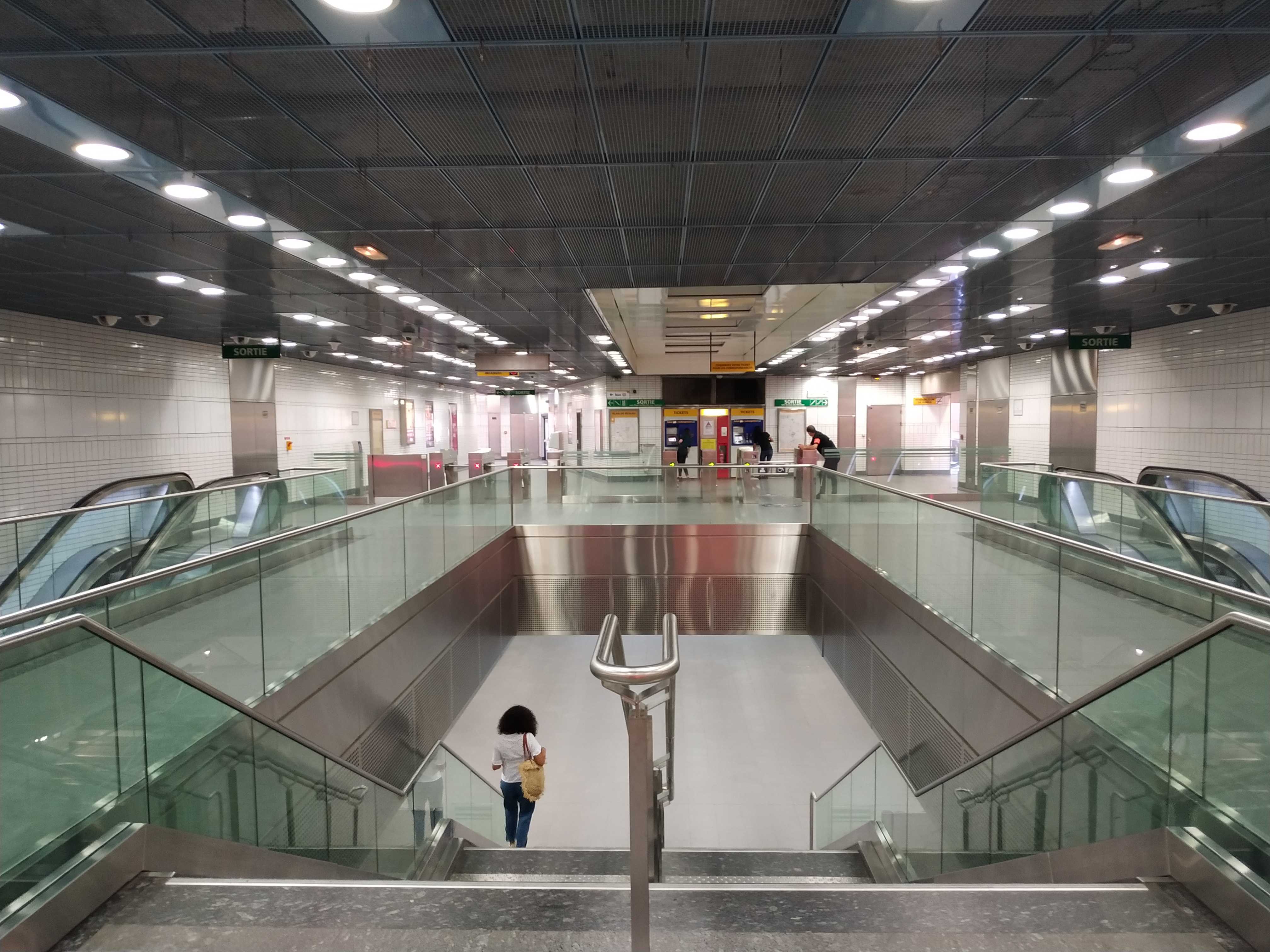
Le hall d'accueil et les escaliers d'accès aux quais.

L'avenue des Minimes est équipée de plusieurs stations de vélos en libre-service VélôToulouse : les stations no 125 (barrière de Paris), no 132 (71 avenue des Minimes) et no 133 (71 avenue des Minimes).

## Odonymie
L'avenue des Minimes tient son nom de l'église et du couvent qu'avaient établis les religieux minimes au début du XVIe siècle. Ce nom, qui est attribué au quartier que traverse l'avenue – l'ancien faubourg des Minimes –, se retrouve d'ailleurs pour le boulevard qui longe le canal du Midi – le boulevard des Minimes – et le pont qui franchit le canal – pont des Minimes. Il s'appliquait autrefois au chemin des Minimes (actuelle rue du Caillou-Gris), au chemin de ronde des Minimes (actuel boulevard Silvio-Trentin), à la place des Minimes (au carrefour de l'avenue Frédéric-Estèbe) et à la rue Latérale-des-Minimes (actuelle impasse Charles-Fourier). 
Au XVIIe siècle, l'avenue des Minimes était le grand-chemin de Montauban qui, depuis la porte Arnaud-Bernard (emplacement de l'actuelle place Arnaud-Bernard), se prolongeait, en passant par Castelnau-d'Estrétefonds et Grisolles, jusqu'à Montauban. En 1794, pendant la Révolution française, le chemin reçoit le nom de rue Beaurepaire, en l'honneur de Nicolas Beaurepaire, officier et héros de la Révolution, mort en 1792 à Verdun, mais il ne subsiste pas. En 1806, le grand-chemin de Montauban devint la route de Paris, puisqu'il n'était qu'une partie de la route impériale no 23, devenue route nationale no 20, qui allait de Paris à Bourg-Madame, à la frontière espagnole, en passant par Toulouse. C'est en 1860 que la partie de la route entre le canal du Midi et la barrière de Paris prit le nom de rue du Faubourg-des-Minimes, puis simplement d'avenue des Minimes en 1897.

## Patrimoine et lieux d'intérêt

### Couvent des Minimes
Inscrit MH (1974, église ; façades, toitures et galeries du bâtiment subsistant du cloître). 
- no  27-35 : emplacement du couvent des Minimes. 
Une première chapelle, dédiée à saint Roch, est construite en 1392 par les chanoines de Saint-Sernin. En 1502, François de Paule y fonde un couvent de religieux minimes et une nouvelle église est construite entre 1503 et 1520, tout en conservant la chapelle Saint-Roch qui prend le vocable de Saint-François-de-Paule en 1519, peu de temps après sa canonisation. En 1793, l'église et les bâtiments conventuels deviennent biens nationaux. Tandis que l'église devient église paroissiale en 1851, les anciens bâtiment du couvent sont occupés par les sœurs de la Sainte Famille d'Amiens, qui y installent en 1853 une école congréganiste pour filles[6].

- no  27 bis : église Saint-François-de-Paule. 
L'église est construite entre 1503 et 1520 dans un style gothique méridional influencé par la Renaissance. La porte principale, rue du Général-Bourbaki, a un encadrement de pierre en arc brisé. Elle est surmontée d'un grand oculus et d'une pierre qui porte les armoiries de Laurent Alleman, évêque de Grenoble et abbé de Saint-Sernin, proche des Minimes auxquels il céda la chapelle Saint-Roch. À droite, une porte, en pierre et brique alternées, est encadrée de deux pilastres qui soutiennent une corniche. La nef – unique, avant l'adjonction de collatéraux aux siècles suivants – a été surélevée, les voûtes et la charpente construites au milieu du XVIIIe siècle. Le chœur a des vitraux réalisés par Antonin Doumerc, représentant des scènes de la vie de Jeanne d'Arc. Le collatéral sud, élevé entre 1628 et 1644, est éclairé de fenêtres en arc brisé et en plein cintre, ornées de vitraux réalisés par le verrier Louis Victor Gesta, probablement en 1874. La construction du collatéral nord, en 1860, a provoqué la destruction d'une partie de la galerie du cloître. La chapelle Saint-François-de-Paule, ancienne chapelle Saint-Roch, date de 1392. La voûte de la chapelle est ornée au cours du XVIIe siècle de peintures de François Fayet, représentant l'apothéose de François de Paule. Le clocher, érigé une première fois en 1546, est reconstruit en 1664 après un incendie. Il est finalement reconstruit en 1892 sur les plans de l'architecte Gabriel Bréfeil. Il se compose de deux niveaux de fenêtres en arc brisé, surmontés d'une flèche polygonale[7].

### École élémentaire Claude-Nougaro
- no  51 : école primaire de filles Fermat, puis école maternelle Alain-Fournier, actuellement école élémentaire Claude-Nougaro. 
L'école se compose de plusieurs bâtiments, qui encadrent une cour, construits à l'angle de la rue Domrémy[8].

### Immeubles et maisons
- no  14 : immeuble. 
L'immeuble, de style néo-classique, est construit dans les premières décennies du XIXe siècle. Il est remarquable pour son riche décor de terre cuite, caractéristique des constructions toulousaines de cette période[9].

- no  68 bis : ferme « La Mouche ». 
Les bâtiments de la ferme sont construits dans le premier quart du XIXe siècle[10]. C'est alors une véritable ferme, avec un commerce de vaches laitières, avec des étables et des greniers à foin, mais aussi un relais de poste et une auberge. La façade du bâtiment est décorée d'une sculpture en terre cuite figurant une abeille ou une mouche, d'où la ferme a gagné son nom[11].

- no  85 : Casa de España en Toulouse. 
Cette maison de la deuxième moitié du XIXe siècle abrite depuis 1986 la Casa de España en Toulouse, association créée en 1964 par les immigrés d'origine espagnole, en grande partie des réfugiés ayant fui l'Espagne à la fin de la guerre civile ou durant l'après-guerre.

- no  145 : résidence Languedoc. 
La résidence Languedoc est construite en 1971. D'architecture moderne, elle s'élève sur 14 étages[12],[13].

### Jardin Claude-Nougaro
Le jardin Claude-Nougaro est aménagé en 1992, entre l'avenue des Minimes  (entre les no 85 et 87) et la rue du Général-Bourbaki. Il est baptisé du nom de Claude Nougaro, lors d'une cérémonie en présence du chanteur. 
À l'entrée du jardin, une noria en bronze témoigne du passé maraîcher du quartier. Contre le mur de la Casa de España, un monument évoque la mémoire de l'exode des républicains espagnols – la Retirada – après la guerre d'Espagne, et la participation des guérilleros espagnols à la Résistance et à la Libération pendant la Seconde Guerre mondiale. De même, une plaque en marbre posée en 1999 contre le mur de la Casa de España commémore le 60e anniversaire de l'exode républicain. 

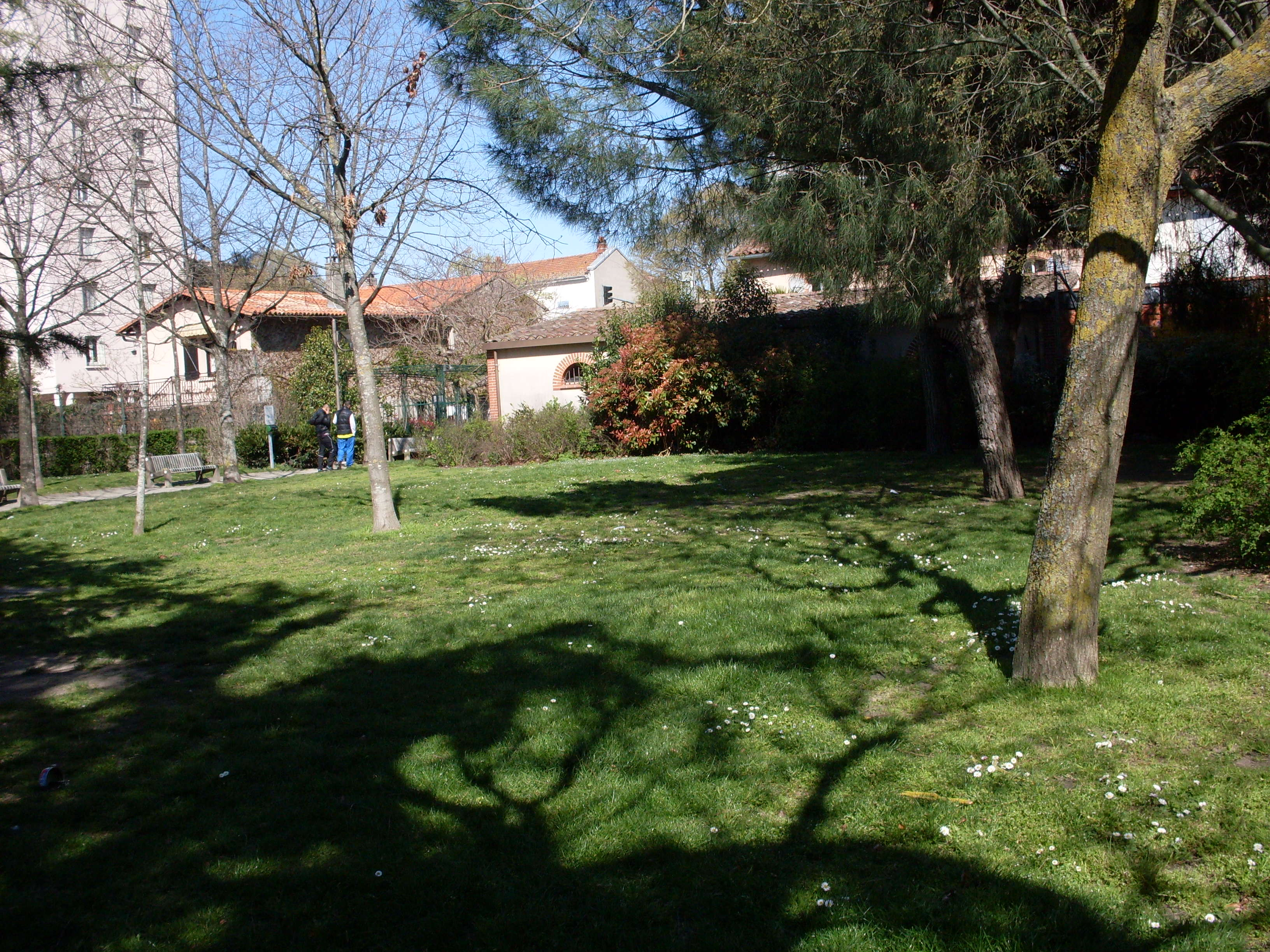
Jardin Claude Nougaro.
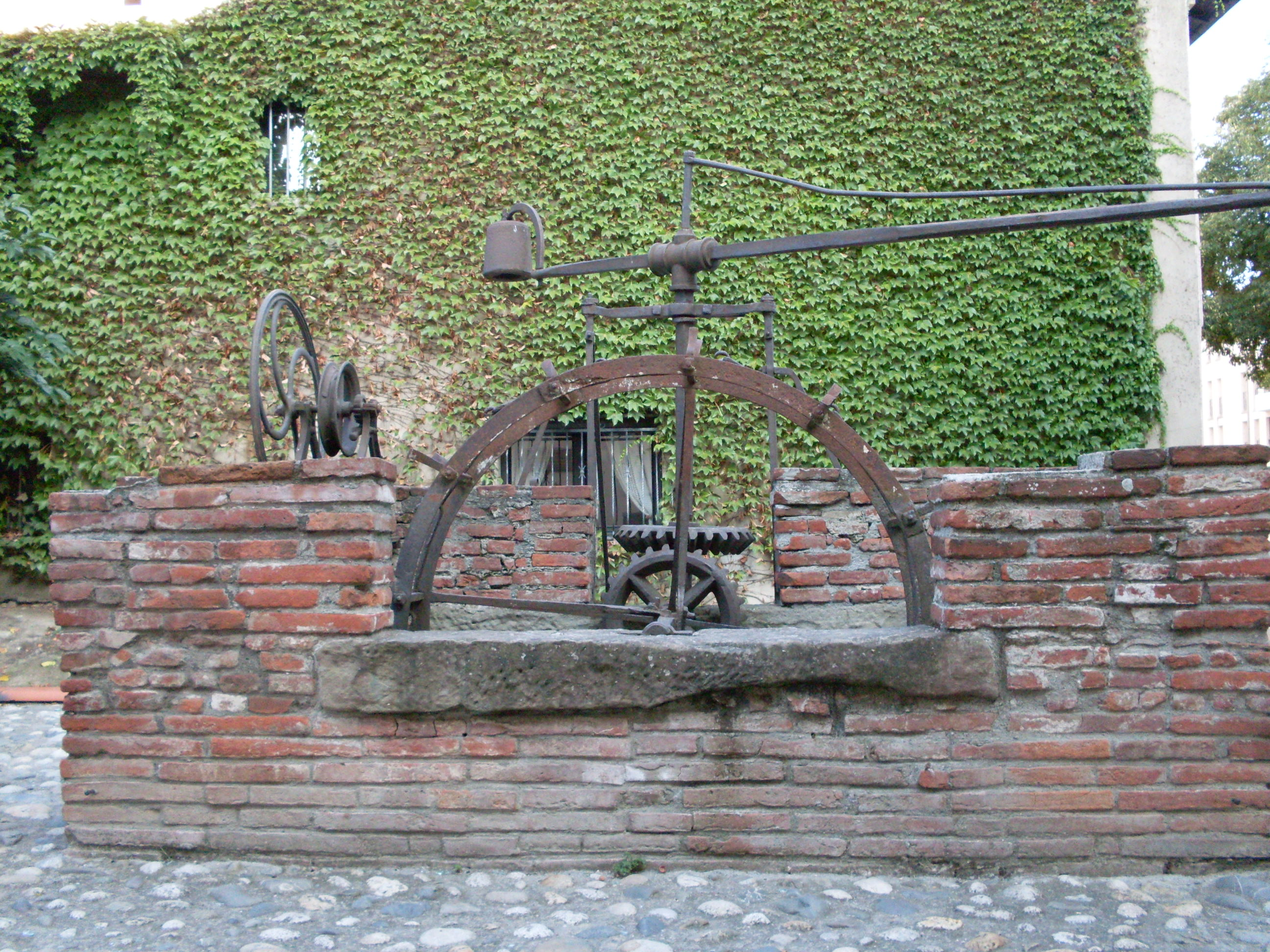
La noria du jardin Claude Nougaro.
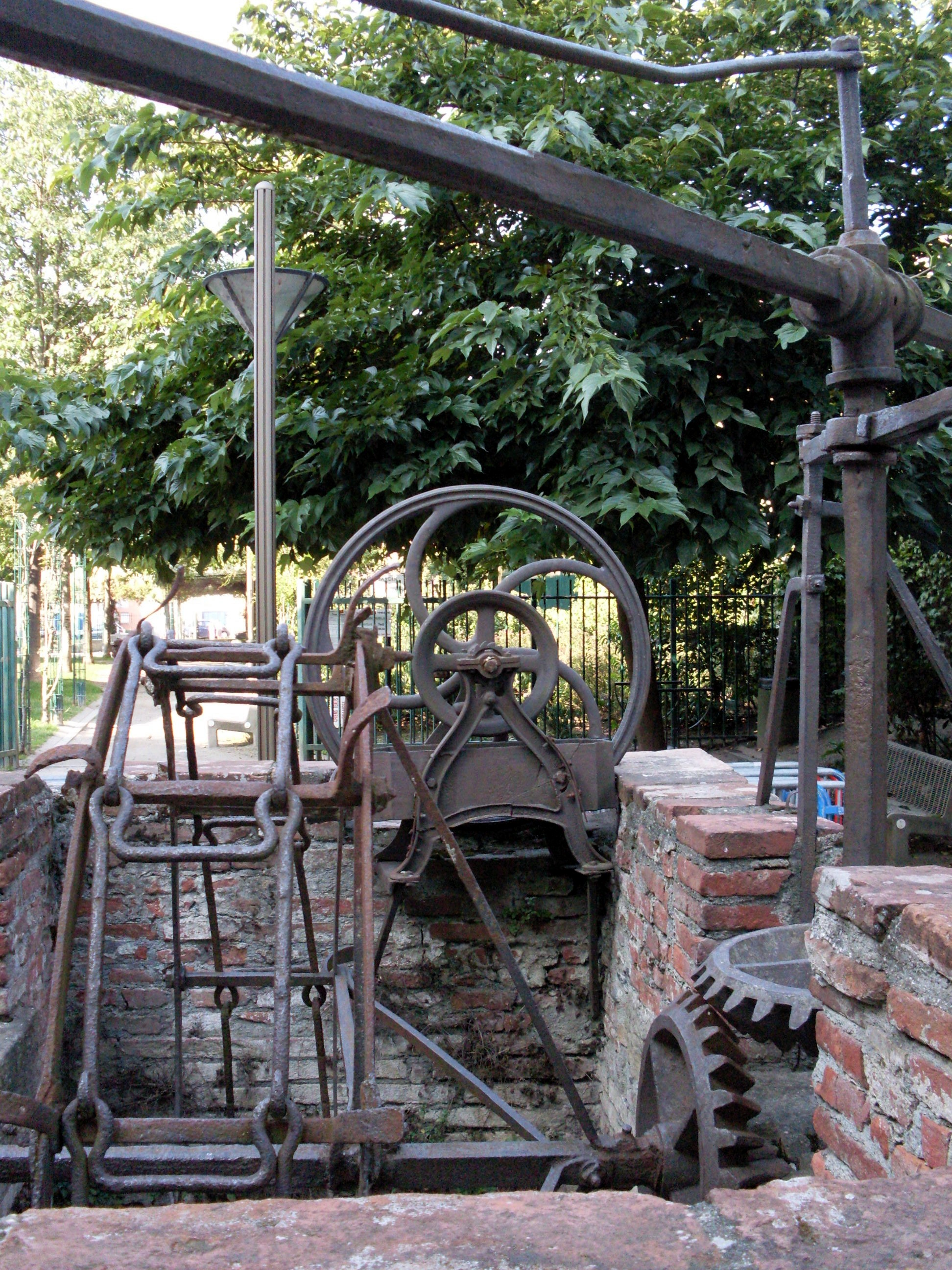
Détail du mécanisme de la noria.

## Personnalités
- Pierre (1904-1988) et Claude Nougaro (1929-2004) : né dans l'appartement que ses grands-parents occupaient au faubourg Arnaud-Bernard (actuel no 56 boulevard d'Arcole), Claude Nougaro passa son enfance au domicile de ses parents, Pierre Nougaro et Liette Tellini, au no 26 de l'avenue des Minimes, un immeuble bas, construit dans la deuxième moitié du XIXe siècle[14].